# Clearfield (Wisconsin)
Clearfield es un pueblo ubicado en el condado de Juneau en el estado estadounidense de Wisconsin. En el censo de 2010 tenía una población de 728 habitantes y una densidad poblacional de 7,86 personas por km².

## Geografía
Clearfield se encuentra ubicado en las coordenadas 43°56′16″N 90°7′56″O / 43.93778, -90.13222. Según la Oficina del Censo de los Estados Unidos, Clearfield tiene una superficie total de 92.63 km², de la cual 92.63 km² corresponden a tierra firme y (0%) 0 km² es agua.

## Demografía
Según el censo de 2010, había 728 personas residiendo en Clearfield. La densidad de población era de 7,86 hab./km². De los 728 habitantes, Clearfield estaba compuesto por el 96.98% blancos, el 0% eran afroamericanos, el 0.55% eran amerindios, el 0.41% eran asiáticos, el 0.27% eran isleños del Pacífico, el 0.41% eran de otras razas y el 1.37% pertenecían a dos o más razas. Del total de la población el 1.92% eran hispanos o latinos de cualquier raza.